# Angaston
Angaston és una ciutat situada a l'est de la vall de Barossa al sud d'Austràlia, a 77 km al nord-est d'Adelaida.
Angaston està a l'àrea de govern local del Consell de Barossa, al districte electoral estatal de Schubert i a la Divisió federal de Barker.
La ciutat va ser coneguda originalment com a German Pass, però més tard va ser rebatejada en honor al polític, banquer i pastor George Fife Angas, que es va establir a la zona a la dècada de 1850.

## Geografia
Angaston es troba a 353m sobre el nivell del mar, un dels punts més alts de la vall de Barossa.
Per aquest poble hi passa el North Para river, de 79,4km de llargada.

## Demografia
Segons el cens del 2021, a Angaston hi ha 2.202 habitants, dels quals 1.112 son homes i 1.090 dones.
El 43,8% de la població és d'acendència anglesa, el 36,8% australiana, el 23,9% alemanya, el 10% escocesa i el 9,6% irlandesa.
Respecte a afiliacions religioses, el 46,8% no és religiós, el 17,2% és luterà, el 7,6% anglicà i el 7,3% catòlic.

## Història
La zona on actualment es troba la ciutat, originàriament estava ocupada pel grup tribal aborigen dels Pergamangk. Avui dia, a part d'alguns gravats i pintures rupestres preservades al parc de conservació Kaiser Stuhl, hi ha poques evidències del poble Peramangk, el qual va ser, desplaçat i devastat per les malalties introduïdes pels colons.
El coronel William Light, agrimensor general de la nova colònia, el desembre del 1837, va liderar la primera expedició d'exploració de la zona, buscant una ruta cap al riu Murray, la qual pogués evitar les escarpades serralades del mont Lofty.
Coneguda per primer cop pels colons europeus com a German Pass, l'àrea d'Angaston va ser estudiada per George Fife Angas, Anthony Forster i James Smith el 1841.
Les grans explotacions pastorals eren propietat principalment de colons britànics. Alguns es van diversificar en la viticultura, l'elaboració del vi, i el cultiu de gra i fruita. L'any 1842, la ciutat d'Angas únicament constava d'una casa i dos refugis.
Quan el 1865 es va construir el pont de pedra sobre el rierol a l'extrem occidental del poble, es va obrir una nova carretera amb millors enllaços amb la vall de Barossa, el riu Murray i Adelaide. Angaston va prosperar i a la dècada de 1860 ja hi havia diverses esglésies, un institut de mecànica, dos hotels, una comissaria de policia i un palau de justícia. La família Angas va finançar nous edificis públics i esglésies, promovent la vida social i cultural.
A partir de la dècada de 1870, el marbre extret a les pedreres d'Angaston per William i James Sibley es va utilitzar en gairebé tots els edificis principals del poble. El 1885 es va construir un molí fariner i el ferrocarril va arribar el 1911. El comerç va augmentar i per això molts edificis importants daten d'aquest període.
El 1900, les famílies establertes d'Angas, Evans, Smith, Salter i Sage estaven millorant la reputació de la zona gràcies a l'agricultura, el vi i la fruita.
Actualment, és el centre d'un ric districte pastoral amb la viticultura, la fruita i l'explotació de pedreres que tenen un paper rellevant en l'economia local.
Les marques de qualitat com els cellers Yalumba, Saltram i Angas Park són avui dia reconegudes internacionalment.

## Llocs d'interès

### Old Union Chapel
Aquest, és l'edifici públic més antic de la Barossa. Va ser construïda l'any 1844, per oferir un lloc de culte a persones de totes les confessions.
Quan John Howard Angas, va arribar al sud d'Austràlia el 1843, la seva feina era gestionar els interessos del seu pare, George Fife Angas. Un baptista i un creient dedicat a la llibertat religiosa. Va ser una figura fonamental per ajudar els migrants luterans que van viatjar a la Barossa des d'Alemanya i Prússia a finals de la dècada de 1830 per escapar de la persecució religiosa.
D'acord amb les instruccions del seu pare, John Angas se li va encomanar establir una capella que pogués ser utilitzada per totes religions. John va planificar i supervisar la construcció, la qual es va emprendre el 1844. Havia de tenir onze metres de llargada, sis d'amplada, amb capacitat per a 100 persones i disposar d'una pica baptismal. Quan la construcció va finalitzar, George Angas, va donar el terreny i la capella a la comunitat.
Originalment s'anomenava la Capella Lliure. A la part alta del mur sud hi havia una gran pedra amb les paraules "German Pass" (antic nom de la població) gravades.
L'ús de la capella va anar disminuint lentament a mesura que més gent es va traslladar a la regió de Barossa i les confessions religioses individuals van començar a construir les seves pròpies esglésies. Al llarg dels anys ha tingut molts usos, com a sala de reunions públiques, emmagatzematge de fruita seca, una casa quan els edificis eren escassos després de la Segona Guerra Mundial, un cobert d'esquila i un garatge.
Després d'haver estat abandonat durant un llarg període, entre el 1989 i el 1994, un grup de voluntaris i comerciants, sota el control del Consell d'Angaston, van restaurar l'edifici. L'església es va reobrir com a edifici públic 150 anys després de ser construïda.
L'Ajuntament de Barossa ha donat la responsabilitat a The Friends of the Old Union Chapel, un comitè de voluntaris.

### Angaston Blacksmith museum
Va ser establert el 1876 per la família Doddridge com a lloc de treball. En Hardy i en Bert eren Doddridges de tercera generació, els quals treballaven en aquesta ferreria. El 1965, quan Hardy tenia vuitanta anys, va ferrar el seu últim cavall, però va continuar treballant fins als anys setanta. Doddridge's Blacksmith ferrava carros i cavalls, i feia ferro forjat per a carros, arades i eines.
Aquest, va sobreviure a la guerra, la depressió i les revolucions tecnològiques per situar-se avui en dia com una de les poques ferreries que queden a Austràlia.
Després de la mort d'en Hardy el 1981, els residents locals es van reunir per comprar moltes de les eines i van procurar preservar la llarga i contínua associació amb la família Doddridge.
El 1996, el museu va obrir les portes al públic, i ara és un testimoni del qual va ser un ofici essencial en la vida del poble. Els voluntaris de l'Angaston and Penrice Historical Society demostren l'art de la ferreria i fan una visita guiada a través de les tres sales de records.

### Collingrove Homestead
Collingrove va ser la casa i la seu de la família Angas, la qual va fer grans contribucions al creixement i desenvolupament d'Austràlia Meridional a través de la política, l'esforç pastoral i la filantropia.
És una gran casa construïda amb pedra local amb un sostre de pissarra i és un bon exemple de com els pioners van crear una nova arquitectura australiana, la qual encara conserva l'atmosfera de l'Old Country. Està situat al districte vinícola de la vall de Barossa.

### Església St Hugh's Anglican
La primera pedra d'aquesta església es va col·locar el 31 de gener de 1931 pel Lord Bisbe d'Adelaida, Arthur Nutter i dedicada el 12 d' abril de 1931.

### Bodegues
La vall de Barossa és on es produeixen alguns dels millors vins d'Austràlia. Els més coneguts son:
- Yalumba: Va començar amb la plantació de vinyes el 1849, pel fundador Samuel Smith.[10]
- Lambert
- Saltram: Creada per William Salter el 1859, la seva primera anyada va ser el 1862, amb 8000 litres.[11]
- Thorn-Clarke: A la decade del 1870, es va instal·lar la finca de fruita que nodriria algunes de les vinyes més antigues de la regió.[12]

## Clima
A Angaston, els estius són càlids i secs, i els hiverns són freds i ventosos. Al llarg de l'any, la temperatura acostuma a variar entre 4 °C i 30 °C i rarament està per sota dels 0 °C o per sobre dels 39 °C.
Durant la temporada calorosa, que va del desembre a mitjans de març, la temperatura màxima mitjana diària és superior a 27 °C. El mes més calorós de l'any és gener, amb una mitjana màxima de 30 °C i una mínima de 15 °C.
Durant la temporada freda, que va de finals de maig a principi de setembre, la temperatura màxima mitjana diària és inferior a 16 °C. El mes més fred de l'any és juliol, amb una mitjana mínima de 4 °C i màxima de 13 °C.
El mes amb més pluja és juny, amb una precipitació mitjana de 40 mil·límetres.

## Transport
El 1911, es va construir la línia de ferrocarril de la vall de Barossa, la qual tenia parada a la ciutat. El 1968 el servei de passatgers van acabar, i el 2010 es va desmantellar i es va substituir per un camí, el qual es pot fer a peu o en bicicleta des de Nuriootpa. L'estació per això es va conservar.
La ciutat està comunicada per la carretera B10, la qual la uneix a Adelaida i a Nuriootpa, entre altres ciutats entremig.

## Esport
Segons el Kapunda Herald, el club es va formar el 1879, jugant el seu primer partit el 12 de juliol de 1879 contra el Kapunda, a Angaston. El Kapunda va guanyar per set gols a zero. El 1908 l'Angaston Football Club va ser un dels membres fundacionals de la Barossa & Light Football Association.
Al poble, també hi ha un equip de netball, l'Angaston Netball Club.

## Tour Down Under
L'arribada de la primera etapa, de 135 quilòmetres, del Tour Down Under 2014 es va produir el 21 de gener de 2014 a la ciutat. La cursa va començar a Nuriootpa i va ser guanyada per Simon Gerrans de l'equip Jayco AlUla.

## Personatges il·lustres
- O. P. Heggie: Actor de cinema i teatre, conegut per interpretar l'ermità que fa amistat amb el monstre a la pel·lícula La núvia de Frankenstein (1935)
- Kerry Argent: Il·lustradora de llibres infantils
- Shannon Hurn: Futbolista que juga als West Coast Eagles de la Lliga Australiana de futbol (AFL).
- Brian Hurn: Jugador de cricket de primera classe i polític, va exercir com a alcalde del Consell de Barossa
- Peter Lehmann: Productor de vi amb seu a la Vall de Barossa
- Elizabeth Salter: Biògrafa i novel·lista criminal
- Robert Cowan: Jugador de criquet
- Wyndham Hill-Smith: Jugador de cricket i enòleg
- William Hague: Empresari i membre de l'Assemblea Legislativa d'Austràlia Meridional
- Percy Pollard: Membre de la Cambra de l'Assemblea de Tasmània, com a membre nacionalista de Darwin
- Gordon Freeth: Polític i diplomàtic. Va exercir a la Cambra de Representants del 1949 al 1969
- John Howard Angas: Pioner, polític i filantrop
- Samuel Smith: Dels primers vinyers i viticultors de la colònia d'Austràlia Meridional (1812-1889). El celler que va fundar, Yalumba, és ara el celler familiar més antic d'Austràlia.
- George Fife Angas: Home de negocis i banquer anglès. Va establir la South Australian Company i va ser el president fundador del consell d'administració

## Galeria

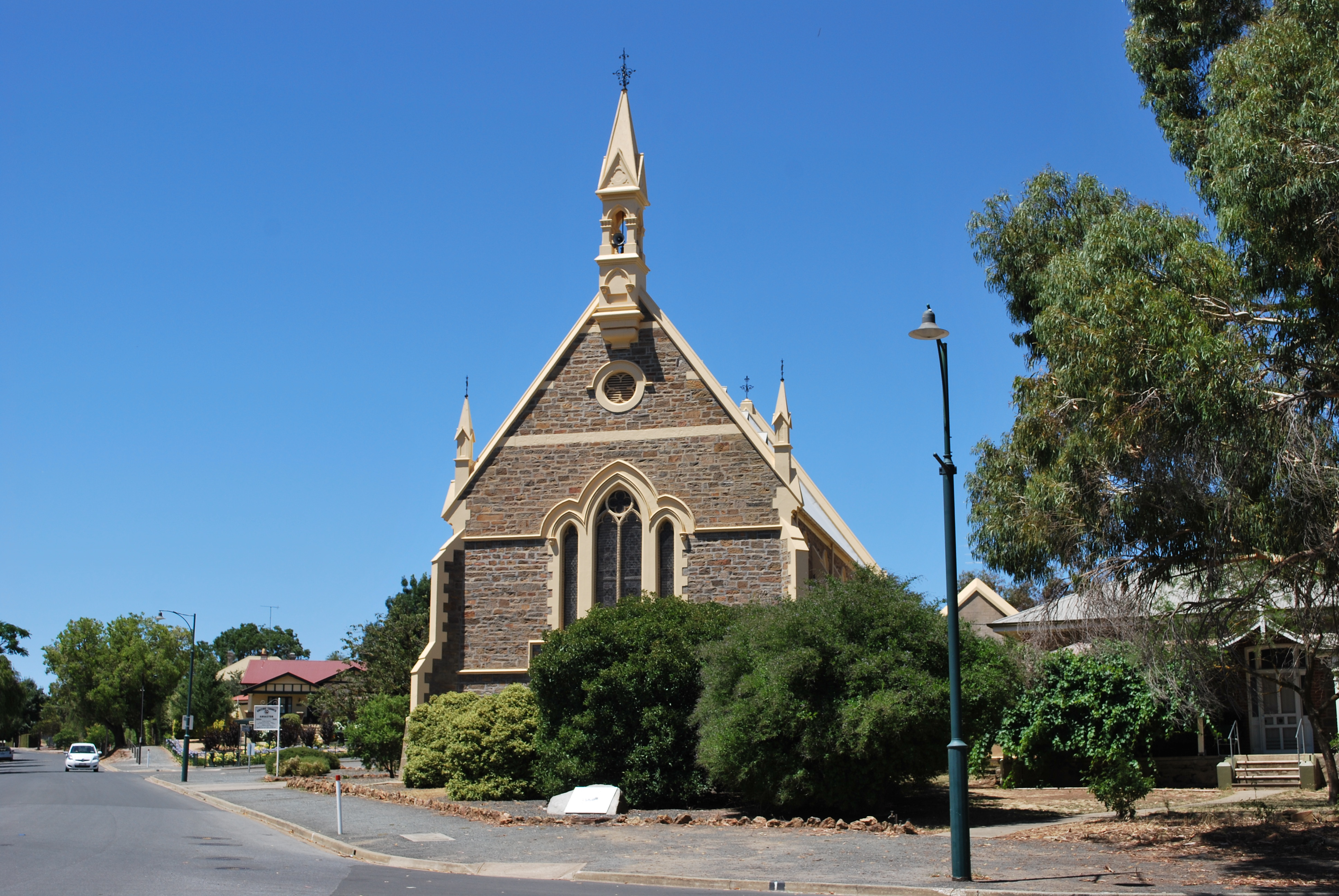
Uniting church
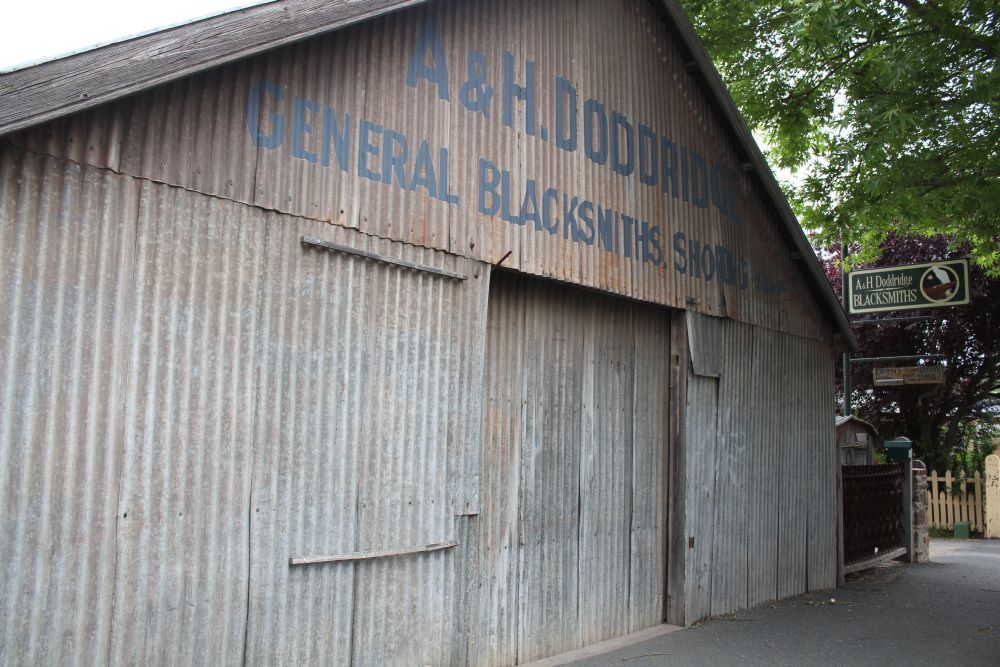
Museu Angaston Blacksmith
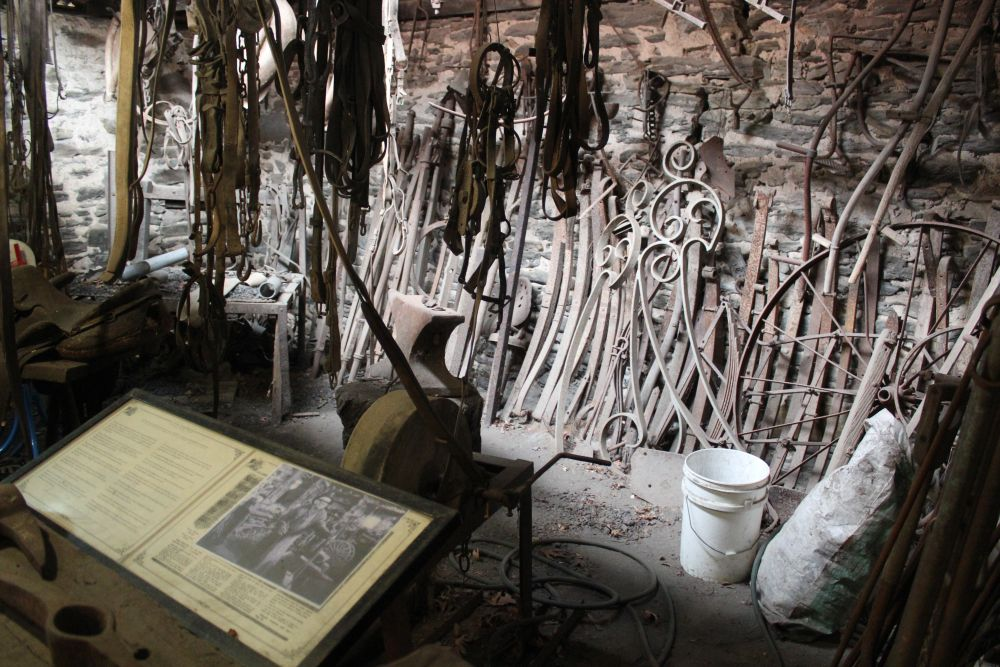
Interior del museu Angaston Blacksmith
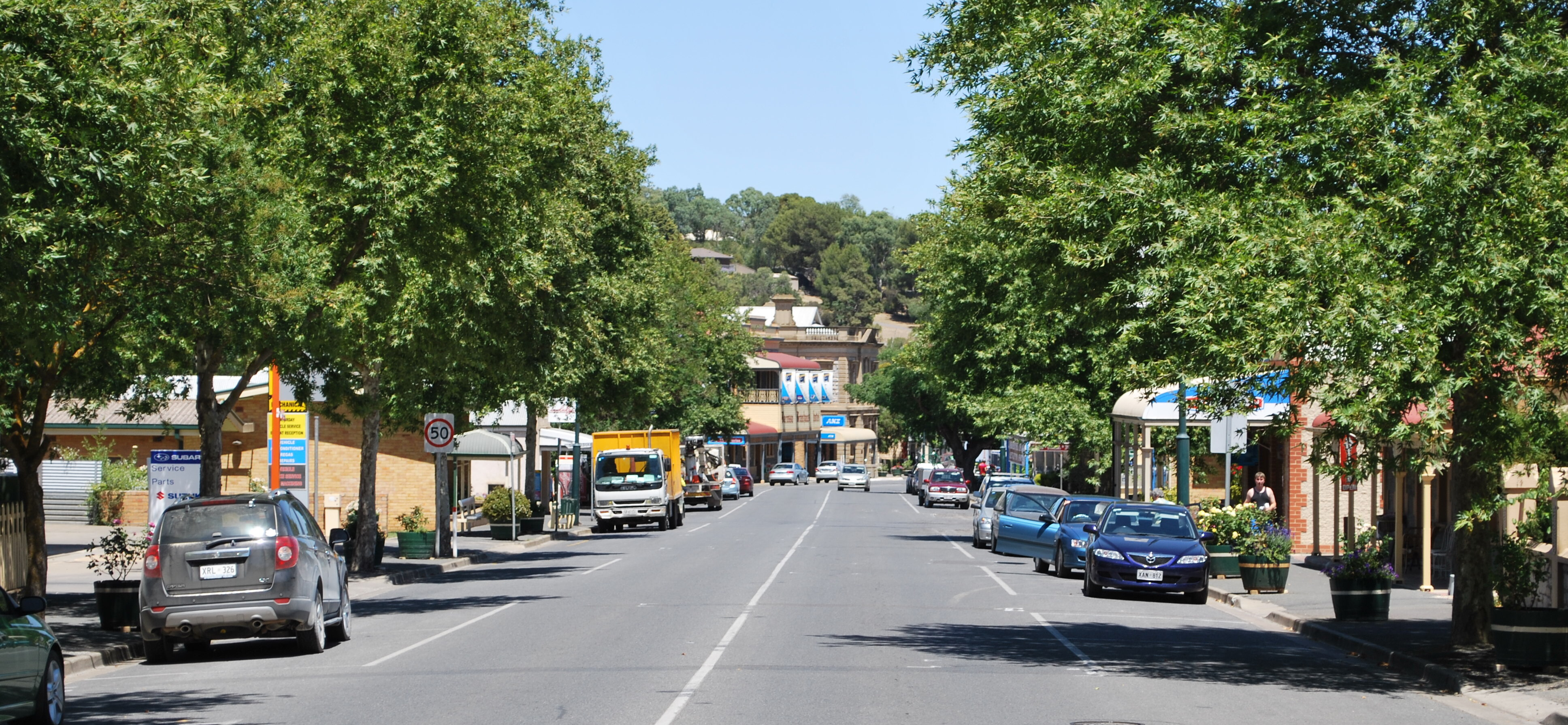
Carrer Murray, a Angaston
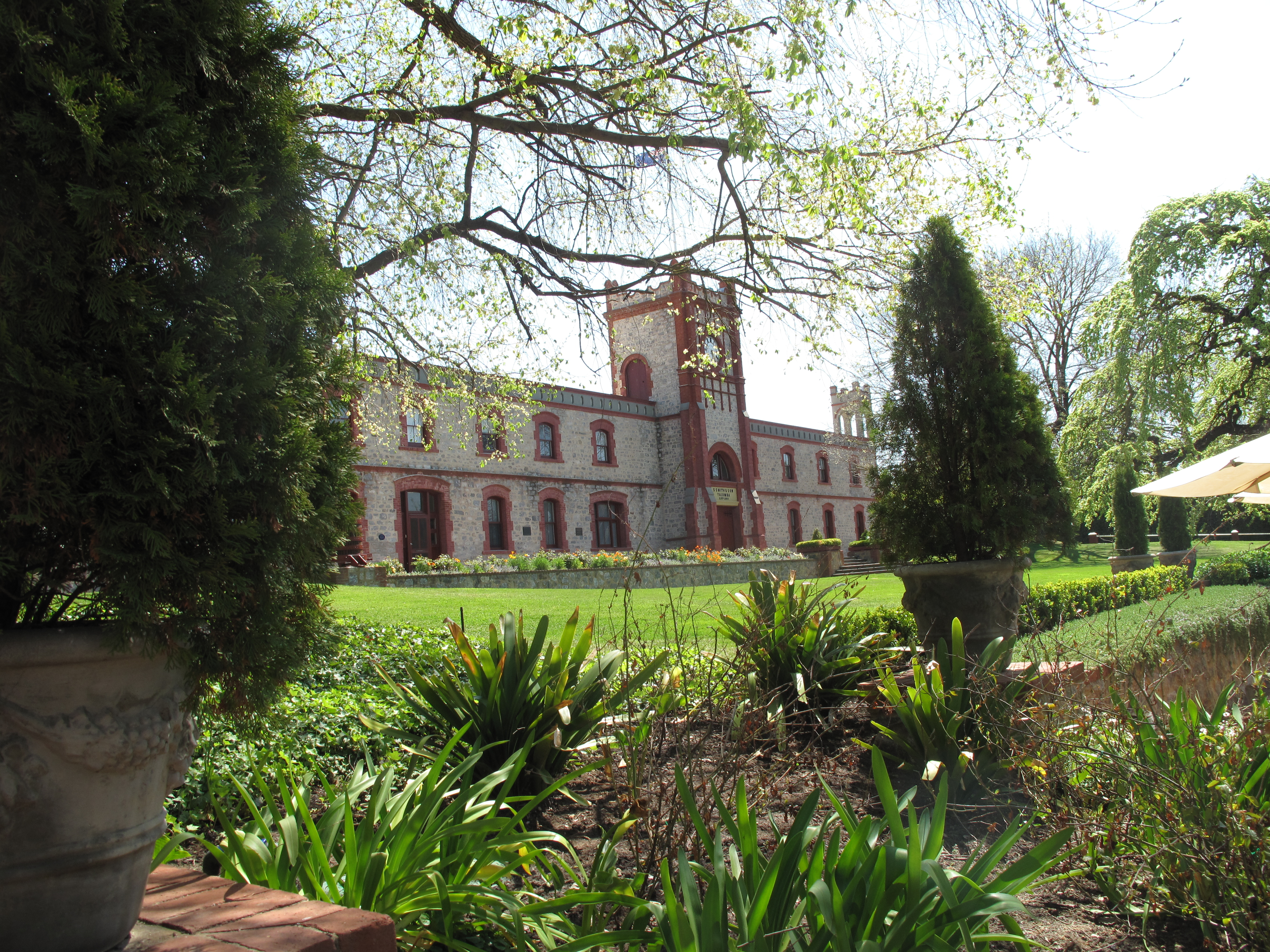
Celler Yalumba
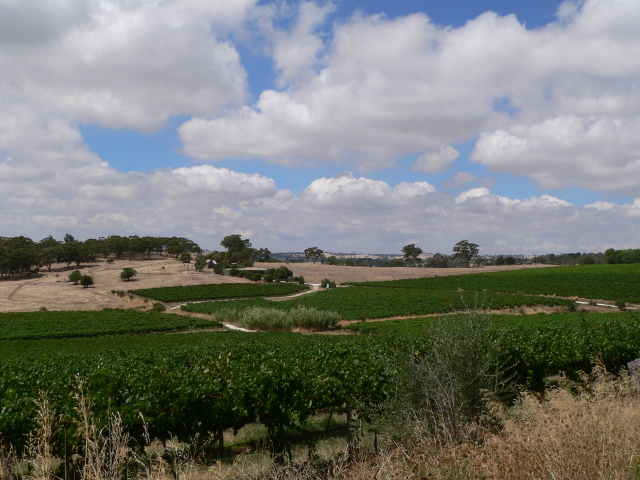
Vinyes d'Angaston